# Жарновецька ГАЕС
Жарновецька ГАЕС (PSHPP Zarnowiec) — одна з гідроакумулюючих електростанцій Польщі, споруджена на півночі країни в Поморському воєводстві. Будівництво ГАЕС розпочалось у 1976 році, введення в експлуатацію припало на 1983-й.
Як нижній резервуар використовується Жарновецьке озеро, розташоване в системі річки П'ясниця. Його об'єм 121 млн м3, висота над рівнем моря 1—2 метри.
Верхнім резервуаром є штучна водойма із об'ємом 13,8 млн м3, здатна запасати воду в еквіваленті 3,6 млн кВт-год електроенергії, при цьому її заповнення здійснюється за 6,5 години. Висота поверхні водойми — 126 метрів над рівнем моря, максимальне коливання рівня 16 метрів.
Від верхнього резервуару до машинного залу ведуть чотири водоводи довжиною по 1100 метрів, діаметр яких зменшується від 7,1 до 5,4 метри. Максимальна сукупна пропускна здатність водоводів 700 м3 на секунду. Відвідний канал довжиною 835 метрів з'єднує електростанцію з озером.
Дві третини машинного залу, висота якого досягає 60 метрів, розташовані нижче рівня землі. Первісно потужність станції в генераторному режимі становила 680 МВт. Після проведеної в середині 2000-х років модернізації даний показник підвищився до 716 МВт (а потужність в насосному режимі — до 800 МВт). Основне обладнання ГАЕС становлять чотири оборотні турбіни типу Френсіс.
Неподалік від Жарновіц планували збудувати атомну електростанцію, для якої ГАЕС могла виконувати балансуючу роль. Проте в 1980-х будівництво АЕС заморозили, а потім розібрали вже зведені конструкції.